# Биковські
Рід Бико́вських — київський купецький та козацький рід. Двоє представників роду — Ян Биковський (1687-1699) та Федір Биковський (1699-1734) — були київськими війтами.
Засновник київської гілки роду, Ян Биковський, був бурмістром, а після викриття та звільнення з посади у 1687 війта Ждана Тадрини обійняв його місце. У 1688 він придбав землю на Кудрявці, де заснував хутір і шинок, після чого ця місцевість певний час стала називатися Биковщиною. Наприкінці XVII ст. Ян Биковський володів трьома десятками дворів на Подолі та на околицях міста, кількома крамницями. Серед маєтностей війта була і велика садиба поблизу церкви Миколи Притиска, оточена трьома незабудованими ділянками — вона стала родовою садибою Биковських.
Останні роки свого війтівства Биковський провів у монастирі, де й помер у 1699 році. Після того посаду войта зайняв його син, Федір Биковський. Він мав трьох синів — Василя, Леонтія та Льва, які у 1730-ті рр. перейшли з міщанського стану у козацький: Василь мав ранг бунчукового товариша Київського полку, Леонтій був сотником в Опішні, а Лев — у Гадячі. Василь Биковський, наслідуючи діда й батька, висував у 1734 році свою кандидатуру на посаду войта, але вона була відхилена, бо він вже вийшов з міщанського стану.
Леонтій Биковський відомий тим, що почав зводити у родовій садибі мурований будинок, досі відомий як будинок Петра І, але переведення до Опішні стало на заваді завершенню будівництва.
У 1780-ті брати Биковські, які вже довгий час не проживали у Києві, продали місту усю родинну нерухомість, накопичену за сто років — 29 дворів в урочищі Кудрявець, сім крамниць і чотири садиби на Подолі.